# Sahan Dosova
Sahan of Sakhan Dosova (27 maart 1879 - 9 mei 2009) was een Kazachse vrouw, die de oudste mens ter wereld zou geweest zijn. Ze beweerde dat ze op 27 maart 1879 was geboren te Aul. Ze zou dan bij overlijden 130 jaar zijn geweest, acht jaar ouder dan Jeanne-Louise Calment, die in 1997 op 122-jarige leeftijd overleed.
Dosova werd begin 2009 ontdekt tijdens een volkstelling. Demografen vonden haar naam terug in de lijsten van de eerste volkstelling georganiseerd door Jozef Stalin in 1926. Op die lijsten wordt ze vermeld met een leeftijd van 47 jaar. Ook haar paspoort uit het Sovjettijdperk en haar Kazachs identiteitsbewijs vermelden beide de geboortedatum van 1879. Desondanks zijn de twijfels over haar leeftijd blijven bestaan; de mogelijkheid bestaat dat ze in de Sovjetperiode heeft gelogen over haar leeftijd, om in aanmerking te komen voor bepaalde voordelen.
Dosova is tweemaal getrouwd geweest. Haar tweede echtgenoot sneuvelde tijdens de Slag om Stalingrad.
Dosova overleed op 9 mei 2009 aan de gevolgen van een val in de badkamer van haar nieuwe appartement. Kort daarvoor had de overheid haar het appartement geschonken, uit schaamte over de armoedige omstandigheden waarin zij als bekende inwoonster leefde.